# Nick Suzuki
Nicholas „Nick“ Suzuki (* 10. srpna 1999) je profesionální kanadský hokejový centr a v současnosti také kapitán Montreal Canadiens. Ve funkci vystřídal po čtyřech letech Sheu Webera, jenž byl v červnu 2022 vyměněn do Vegas. Suzuki se ve 23 letech stal nejmladším kapitánem v historii Canadiens. S klubem má podepsanou osmiletou smlouvu, díky které si přijde na 63 milionů dolarů. Byl draftován v roce 2017 v 1. kole jako 13. celkově klubem Vegas Golden Knights. Jeho mladší bratr Ryan je rovněž hokejistou.

## Ocenění a úspěchy
- 2017 OHL – William Hanley Trophy
- 2018 OHL – William Hanley Trophy
- 2019 OHL – William Hanley Trophy
- 2019 OHL – Wayne Gretzky 99 Award
- 2020 NHL – All-Rookie Team
- 2022 NHL – All-Star Game
- 2023 NHL – All-Star Game
- 2024 NHL – All-Star Game

## Prvenství
- Debut v NHL – 3. října 2019 (Carolina Hurricanes proti Montreal Canadiens)
- První asistence v NHL – 9. října 2019 (Buffalo Sabres proti Montreal Canadiens)
- První gól v NHL – 17. října 2019 (Montreal Canadiens proti Minnesota Wild, kanadskému brankáři Carey Price)

## Klubové statistiky
| Sezóna      | Klub               | Soutěž      |     | Základní část | Základní část | Základní část | Základní část | Základní část |    | Play off | Play off | Play off | Play off | Play off |
| Sezóna      | Klub               | Soutěž      | Z   | G             | A             | B             | TM            | Z             | G  | A        | B        | TM       |          |          |
| 2015/16     | Owen Sound Attack  | OHL         | 63  | 20            | 18            | 38            | 4             | 6             | 2  | 0        | 2        | 0        |          |          |
| 2016/17     | Owen Sound Attack  | OHL         | 65  | 45            | 51            | 96            | 10            | 17            | 8  | 14       | 22       | 10       |          |          |
| 2017/18     | Owen Sound Attack  | OHL         | 64  | 42            | 58            | 100           | 18            | 11            | 3  | 9        | 12       | 2        |          |          |
| 2017/18     | Chicago Wolves     | AHL         | —   | —             | —             | —             | —             | 1             | 0  | 0        | 0        | 0        |          |          |
| 2018/19     | Owen Sound Attack  | OHL         | 30  | 22            | 23            | 45            | 4             | —             | —  | —        | —        | —        |          |          |
| 2018/19     | Guelph Storm       | OHL         | 29  | 12            | 37            | 49            | 8             | 24            | 16 | 26       | 42       | 16       |          |          |
| 2019/20     | Montreal Canadiens | NHL         | 71  | 13            | 28            | 41            | 6             | 10            | 4  | 3        | 7        | 0        |          |          |
| 2020/21     | Montreal Canadiens | NHL         | 56  | 15            | 26            | 41            | 26            | 22            | 7  | 9        | 16       | 2        |          |          |
| 2021/22     | Montreal Canadiens | NHL         | 82  | 21            | 40            | 61            | 30            | —             | —  | —        | —        | —        |          |          |
| 2022/23     | Montreal Canadiens | NHL         | 82  | 26            | 40            | 66            | 33            | —             | —  | —        | —        | —        |          |          |
| 2023/24     | Montreal Canadiens | NHL         | 82  | 33            | 44            | 77            | 36            | —             | —  | —        | —        | —        |          |          |
| 2024/25     | Montreal Canadiens | NHL         | 82  | 30            | 59            | 89            | 8             | 5             | 2  | 0        | 2        | 2        |          |          |
| NHL celkově | NHL celkově        | NHL celkově | 455 | 138           | 237           | 375           | 139           | 37            | 13 | 12       | 25       | 4        |          |          |

## Reprezentace
| Rok                       | Tým                       | Soutěž                    | Z  | G | A | B  | TM |
| ------------------------- | ------------------------- | ------------------------- | -- | - | - | -- | -- |
| 2015                      | Kanada bílá               | WHC-17                    | 6  | 1 | 3 | 4  | 2  |
| 2016                      | Kanada 18                 | HGC-18                    | 4  | 1 | 2 | 3  | 0  |
| 2019                      | Kanada 20                 | MSJ                       | 5  | 0 | 3 | 3  | 4  |
| Juniorská kariéra celkově | Juniorská kariéra celkově | Juniorská kariéra celkově | 15 | 2 | 8 | 10 | 6  |